# Chiesa di Santa Maria in Ferrata
La chiesa di Santa Maria in Ferrata, talvolta chiamata anche "della Madonna Ferrata" è una chiesetta situata nei pressi di Poggio Santa Cecilia, una frazione di Rapolano Terme in provincia di Siena.

## Storia e descrizione
Alla chiesetta si giunge seguendo le indicazioni per il podere "La Palazzetta" poco prima della salita per giungere a Poggio Santa Cecilia, superato il podere si prosegue su un ripido sentiero per circa 250 m, sulla destra, tra un fitto bosco ed un panorama meraviglioso, si trova la splendida chiesetta/santuario di S. Maria in Ferrata, costruita su un precedente edificio paleocristiano. La chiesa, un tempo popolare meta di pellegrinaggio, è in rovina ed è gravemente danneggiata sia dall'incuria sia per la scarsa accessibilità del luogo. Una parte del tetto è crollata e gli affreschi dell'altare maggiore sono esposti alle intemperie.
La tradizione narra che due cacciatori, di ritorno da un'infruttuosa battuta di caccia,  molto arrabbiati, videro un'immagine della Madonna in un tabernacolo e, per scaricare la loro ira, decisero di prenderla a fucilate. Nonostante i colpi, il volto della Madonna restava intatto e non veniva minimamente scalfito. Un cacciatore, incredulo e stupito, esclamò: "Ma di cosa sei fatta? Di ferro?". Sempre secondo la tradizione, la Vergine rispose allora e disse: "Sì sono di ferro ed il Male non potrà mai distruggermi". Poi ammonì gli uomini che, sconvolti dalla visione, si convertirono.
In ricordo di quest'episodio fu costruito il santuario, che fu per lungo tempo oggetto di devozione e raggiunse il suo massimo splendore dopo i restauri e le modifiche disposte dalla colta ed aristocratica contessa Virginia Tadini-Buoninsegni, come ricorda una scritta all'interno. La Madonna Ferrata, ritenuta miracolosa, era molto venerata dai rapolanesi; in particolare, nel periodo pasquale, una grande processione partiva da Poggio Santa Cecilia e richiamava una folla numerosa di fedeli che giungevano, spesso a piedi, da Rapolano e Serre portando con sé viveri e bevande per confortare il lungo cammino. Fino ad alcuni anni fa erano visibili numerosi ex voto appesi alle pareti.
A seguito del grido di allarme apparso su alcuni organi di stampa nel gennaio 2007, un gruppo di volenterosi rapolanesi si è costituito in comitato per salvare la chiesa. A tempo di record hanno provveduto alla messa in sicurezza dell'edificio che, con una solenne celebrazione, è stata riaperta al culto il 6 maggio 2007. L'icona miracolosa della Vergine è stata ricollocata nella chiesa.